# Croix, Nord

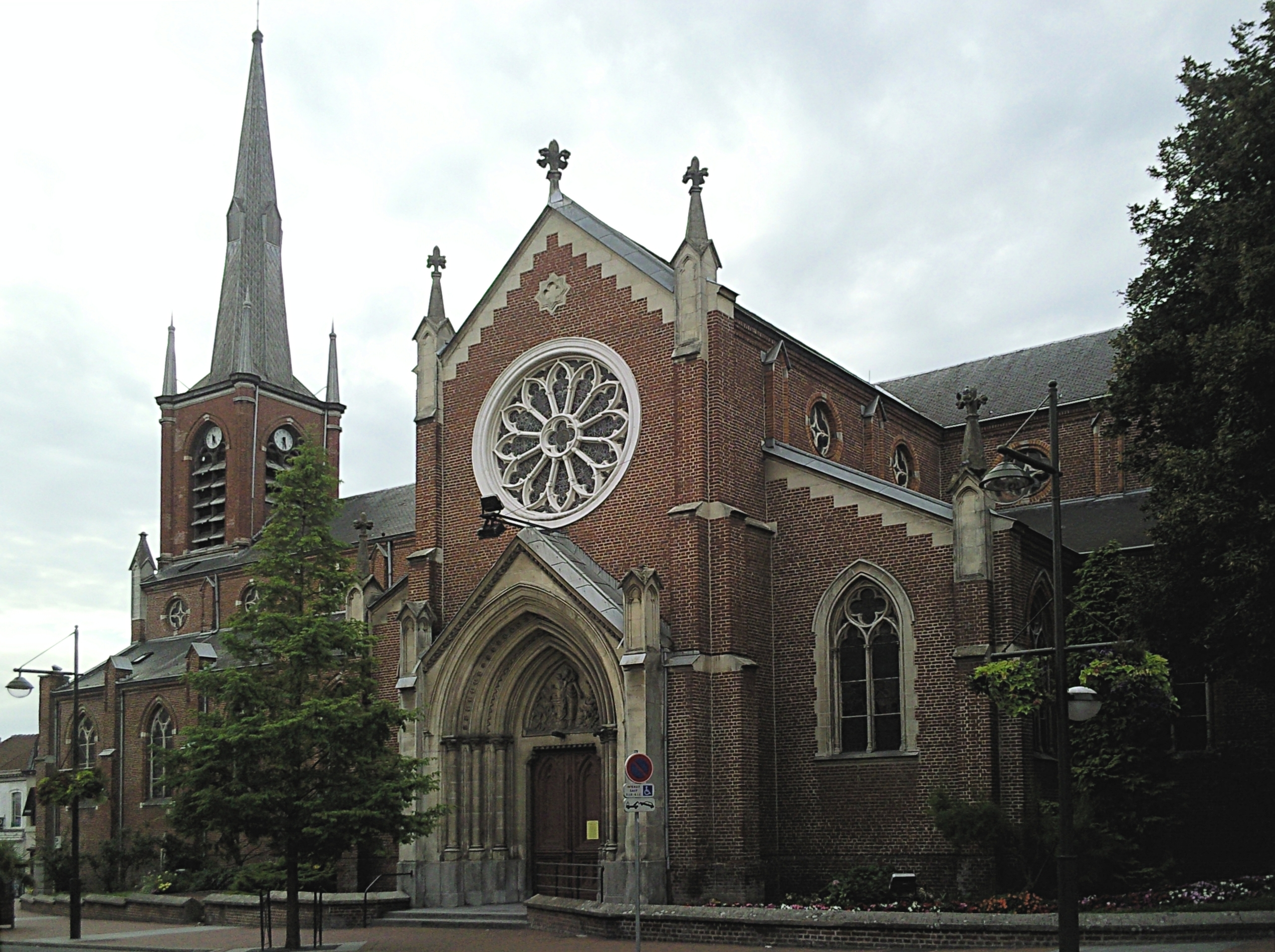
Nhà thờ Saint Martin

Croix là một xã ở tỉnh Nord trong vùng Hauts-de-France, Pháp.
Nó nằm ở phía đông bắc của thành phố Lille about 7 km (4,3 mi) tính từ trung tâm.
Trụ sở của Auchan, một chuỗi siêu thị, được đặt tại Croix.